# Churgan nuur
Churgan nuur (mong.: Хурган нуур, dosł. "jagnięce jezioro") – słodkowodne jezioro polodowcowe w zachodniej Mongolii, w somonie Cengel ajmaku bajanolgijskiego, w Ałtaju Mongolskim, w Parku Narodowym Ałtaj-Tawanbogd. Z jeziora wypływa największa rzeka w zachodniej Mongolii – Chowd gol.
Jezioro o powierzchni 71 km², głębokości do 28 m, długości do 23,3 km i szerokości do 6 km. Leży na wysokości 2072,7 m n.p.m. Jest połączone poprzez przepływ Syrgaal (mong.: Сыргаал) z położonym o 10,9 m wyżej jeziorem Choton nuur. Na Churgan nuur jest duża wyspa Chulbajn aral (mong.: Хулбайн арал) oraz jeszcze 19 mniejszych wysp. W okresie październik-czerwiec utrzymuje się lód grubością 1,2-1,5 m. Wody jeziora są bogate w ryby.